# Krikatí
Krikati (Krĩkatí, Krinkati, Cricati, Caracaty, Caracati, Caracatine, Krikateye, Cricatage), pleme američkih Indijanaca iz skupine Istočnih Timbira, naseljeno u brazilskoj državi Maranhão u blizini rijeke Tocantins. Sami sebe nazivaju Krikateye (“o povo da aldeia grande”; narod velikog sela. Aldeja je indijansko selo). 
Populacija: 1.000 u kasnom 18 .stoljeću; 300 (1853); 420 (1995.).

## Vanjske poveznice
- Krikati/Pukobye